# الكسندر أيكمن
الكسندر أيكمن (بالسويدية: Alexander Ekman)‏ هو مصمم رقص سويدي، ولد في 12 يناير 1984 في Kista ‏ في السويد.